# Scylaticus costalis
Scylaticus costalis là một loài ruồi trong họ Asilidae. Scylaticus costalis được Wiedemann miêu tả năm 1819.